# Åke Borg
Åke Borg (Estocolmo, Suecia, 18 de agosto de 1901-6 de junio de 1973) fue un nadador sueco especializado en pruebas de estilo libre, donde consiguió ser medallista de bronce olímpico en 1924 en los 4 x 200 metros.

## Carrera deportiva
En los Juegos Olímpicos de París 1924 ganó la medalla de bronce en los relevos de 4 x 200 metros estilo libre, con un tiempo 10:06.8 segundos), tras Estados Unidos (oro) y Australia (plata); sus compañeros de equipo fueron los nadadores: Arne Borg, Thor Henning, Gösta Persson, Orvar Trolle y Georg Werner.